# جائحة فيروس كورونا في باكستان
تأكد وصول فيروس كورونا إلى باكستان يوم 26 فبراير عام 2020، عند اكتشاف نتيجة تحليل إيجابية لطالب في كراتشي كان عائداً من إيران. وبحلول 18 مارس، جرى تسجيل الحالات في جميع المقاطعات الأربع، والأقاليم المستقلة ذاتيًا، وإقليم إسلام أباد الفيدرالي.
وحتى 25 أبريل 2020، بلغ عدد حالات الإصابة المؤكدة 12,700 حالة، منها 2,866 حالة شفاء و269 حالة وفاة في البلد. وسجلت البنجاب معظم الحالات بما يزيد على 5300 حالة، بينما كانت معظم الوفيات في البلاد من إقليم خيبر باختونخوا. وقد وُضعت البلاد تحت نظام إغلاق على نطاق الدولة حتى 9 مايو بدأ تنفيذه في 1 أبريل ثم مُدد مرتين.
ووفقا لتقرير الحكومة الاتحادية، كانت تتوقع باكستان أن تصل الحالات إلى 50,000 حالة إصابة بالمرض، بحلول 25 أبريل. غير أن العدد ظل آنذاك أقل من 13,000، أي أقل من نصف العدد المتوقع. أصبحت جماعة تابلايسي جاماتا الدينية التي انعقدت في لاهور في أوائل مارس 2020 حاملة فائقة لفيروس كورونا تمثل 27% من الحالات في البلاد في أواخر أبريل. بدأت باكستان تجارب اللقاح بالتعاون مع شركة سينوفارم الصينية للأدوية في أبريل 2020.

## الحالات الأولى في الخارج
- في 29 يناير، كان أربعة طلاب باكستانيين يدرسون في الصين وكشفت التحاليل بأنهم إيجابيين لـ كورونا. تم تأكيد اثنين آخرين في وقت لاحق مما جعل العدد الإجمالي 6. تعافى أربعة من الطلاب في 12 فبراير بينما تعافى الآخران في 14 فبراير بعد دخولهما المستشفى في غوانغتشو.[13]

- يوم 11 مارس، القنصلية الباكستانية في ميلانو أعلنت أول حالة وفاة باكستاني من كورونا في بريشيا، إيطاليا.[14]

- أظهر مواطن باكستاني نتائج إيجابية على حدود تورخام بين باكستان وأفغانستان في 12 مارس. أفيد أن المريض كان موظفا في السفارة الباكستانية في أفغانستان.[15]

- في 20 مارس، أعلنت وزارة الصحة الفلسطينية عن حالة جديدة في محافظة سلفيت، فلسطين، نشأت من باكستان.  في 21 مارس، أكدت مصادر فلسطينية الحالتين الأوليين في مدينة غزة، غزة. الفلسطينيون سافروا من باكستان ودخلوا غزة عبر مصر. حالما ثبتت إصابتهم بالفيروس،[16][17] تم وضعهم في الحجر الصحي في رفح منذ وصولهم في 19 مارس.[18][19] في 22 مارس، سافر مريض في زامبيا إلى باكستان وقد تعاقدت مع كورونا.[20]

- في 28 مارس، توفي لاعب الإسكواش الباكستاني عزام خان من كورونا في لندن، المملكة المتحدة، عن عمر يناهز 95 عامًا.[21]

## التدابير الوقائية
بداية 2020 قررت شركة الخطوط الجوية الوطنية PIA تعليق عملية الطيران بين باكستان والصين حتى 30 يناير بسبب تفشي المرض. بعد تقارير مؤكدة عن مئات الحالات في الصين، وهيئة الطيران المدني الباكستانية (CAA) قدمت فحص التدابير في أربعة مطارات رئيسية هي: إسلام آباد، كراتشي، لاهور وبيشاور لكل الركاب القادمين من الصين. وكان الفحص أيضًا للمسافرين المحليين في مطار كاراتشي في 21 مارس.
في 13 مارس، حث الرئيس عارف ألفي في تغريدة له عبر صفحته على موقع تويتر، الشعب بتجنب المشاركة في التجمعات الجماهيرية و المصافحة و المعانقة بالإضافة إلى اتخاذ تدابير وقائية أخرى إذا لاحظوا أعراض الإصابة بالأنفلونزا أو الفيروسات التاجية، وعلقت باكستان أيضا جميع الرحلات الجوية الدولية، باستثناء تلك التي في إسلام آباد، كراتشي ولاهور مطارات.
كما تقرر في 13 مارس في اجتماع مجلس الأمن القومي مع رئيس الوزراء عمران خان إغلاق جميع المدارس والجامعات حتى 5 أبريل. ومع ذلك، سوف يستمر حضور أعضاء هيئة التدريس والموظفين للعمل كالمعتاد. ستُعقد المحاضرات والصفوف عبر الإنترنت في بعض المؤسسات، مثل جامعة Riphah الدولية، جامعة FAST NUCES، معهد تكنولوجيا الفضاء. وباكستان يوم العرض، المقرر عقده يوم 23 مارس أُلغيت أيضا بالإضافة إلى جميع المناسبات العامة  كما أن أجلت وقائع مجلس الشيوخ لمدة أسبوعين من اليوم.
أغلقت باكستان حدودها أمام المسافرين من أفغانستان على حدود شامان من 2 حتى 21 مارس.  أُعيد فتح الحدود جزئيًا في وقت لاحق بعد 21 مارس لنقل المواد الغذائية بينما ظلت حركة المشاة معلقة. والحدود خط دوراند كانت مختومة من 16 مارس لمدة أسبوعين على الأقل. كما تم تطبيق نفس الفترة الزمنية على الحدود البرية مع إيران بعد إعادة فتحها في 7 مارس من إغلاق سابق.  تم إغلاق جميع الحدود البرية، بما في ذلك الحدود الصينية الباكستانية مع الصين في 16 مارس.
أعلن الفريق محمد أفضال، رئيس NDMA، أن الحكومة تعمل على تأمين المزيد من معدات الوقاية الشخصية والموارد الأخرى للعاملين في مجال الرعاية الصحية في 20 مارس.
في 21 مارس، تم تعليق جميع الرحلات الدولية لمدة أسبوعين. ذكرت هيئة الطيران المدني أن «الحكومة الباكستانية قررت تعليق تشغيل جميع الرحلات الدولية الخاصة بالركاب والمستأجرة والخاصة إلى باكستان اعتبارًا من 21 مارس حتى 4 أبريل».  وهذا أدى إلى العديد من المواطنين الذين تقطعت بهم السبل يجري في الشرق الأوسط، تايلاند وماليزيا. أعلن وزير السكك الحديدية الشيخ رشيد أحمد تعليق 42 قطارًا.
و زارة الصحة أعلنت أن 14 طن متري من PPE، «بما في ذلك أقنعة الوجه، وأجهزة قياس الحرارة، والقفازات والعباءات»، قد أُرسلت إلى باكستان في 22 مارس (آذار).  عرضت الحكومة الفيدرالية مساعدة مالية للـسند بتخصيص 10 ملايين دولار للمقاطعة من الصناديق غير التنموية للبنك الدولي في نفس اليوم. وصرح عمران إسماعيل، حاكم إقليم السند، بأن الحكومة الفيدرالية تتخذ «إجراءات صارمة»  للسيطرة على تفشي المرض وأن حصص المعيشة ستقدم لأسر المرضى.
في 23 مارس، احتفل الشعب بيوم باكستان دون أي تجمعات عامة أو عرض عسكري. وحث رئيس الوزراء عمران خان والرئيس الدكتور عارف ألفي الأمة على إظهار الوحدة والانضباط والعاطفة في مكافحة جائحة الفيروس التاجي. رئيس الوزراء أيضًا قال إن الإغلاق الكامل للبلاد غير ممكن لأن 25٪ من السكان يعيشون تحت خط الفقر وسيجعل حياتهم بائسة. لدى الحكومة أكثر من 35 مستشفى في جميع أنحاء البلاد تم إنشاؤها للتعامل مع تفشي المرض، ومجهزة بأكثر من 118000 سرير حتى اليوم.
و في الجمعية الوطنية رئيس الأسد قيصر قرر عقد اجتماع لزعماء البرلمان من مجلس الشيوخ ومجلس النواب لاستعراض ومناقشة دور البرلمان في احتواء انتشار الوباء في جميع أنحاء البلاد في 25 مارس.
في 24 مارس، أمر رئيس أركان الجيش العام قمر جاويد باجوا بنشر القوات في جميع أنحاء البلاد والموارد الطبية العسكرية لمكافحة تفشي المرض الحالي إلى جانب البنية التحتية الصحية الوطنية بعد أن وافقت وزارة الداخلية على الإجراء في اليوم السابق. وقد تلقت الوزارة طلبات بهذا الشأن من حكومات المقاطعات خلال اليومين الماضيين وسط تزايد عدد المرضى.
أصدر بنك الدولة الباكستاني بياناً في نفس اليوم أعلن فيه أنه سيقدم النقد المطهر لجميع البنوك لتداوله مع ضمان «تنظيف وتطهير وختم وحجر جميع النقدية التي يتم جمعها من المستشفيات والعيادات ومنع تداول هذه النقود في السوق». كما تم التأكيد على أن البنوك يمكنها إعادة إصدار النقد الذي ظل في الحجر الصحي لمدة 15 يومًا، وستعمل جميع أجهزة الصراف الآلي بالإضافة إلى مراكز الاتصال وخطوط المساعدة على مدار الساعة طوال أيام الأسبوع. لا يمكن للمصارف أن تغلق الفروع إلا إذا كانت نتيجة الفحص إيجابية للفيروس أو «حيث كانت الموارد البشرية المطلوبة [غير متوفرة]» لتجنب الازدحام لأنه سيكون له نتائج عكسية على الابتعاد الاجتماعي  تم وضع إقليم العاصمة الفيدرالية إسلام أباد تحت قفل افتراضي ابتداء من 24 مارس.
في 26 مارس، قررت باكستان السعي للحصول على تمويل إضافي بقيمة 3.7 مليار دولار من ثلاثة دائنين متعددي الأطراف، بما في ذلك قرض آخر بقيمة 1.4 مليار دولار من صندوق النقد الدولي لمواجهة التحديات التي يفرضها تفشي فيروس كورونا الجديد. أعلن مستشار رئيس الوزراء للشؤون المالية الدكتور عبد الحفيظ شيخ في مؤتمر صحفي أن البنك الدولي وبنك التنمية الآسيوي سيمد أيضًا قروض 1.000.000.000$ و 1.25 مليار $ على التوالي لهذا البلد.
أعلن رئيس الوزراء تشكيل قوة شبابية تحمل اسم «نمور إغاثة كورونا» لمساعدة الحكومة في مكافحة انتشار الفيروس التاجي في جميع أنحاء البلاد في 27 مارس. تم توزيع القوة في جميع أنحاء البلاد وسيتم استخدامها لتوريد المواد الغذائية إلى الناس في منازلهم في حالة ارتفاع حالات Covid-19 بشكل حاد في منطقة محلية. بدأ التجنيد في 31 مارس.
بسبب عمليات الحظر المختلفة التي فرضتها الحكومات الإقليمية، توقف نظام نقل البضائع في أواخر مارس. وهكذا، قررت الحكومة الفيدرالية في 29 مارس أن الطرق السريعة والطرق في جميع أنحاء البلاد ستظل مفتوحة لضمان نقل البضائع وأيضًا زيادة عدد قطارات الشحن لتجنب نقص الغذاء والإمدادات الأساسية الأخرى. طلب رئيس الوزراء خلال اجتماع من حكومات المقاطعات اتخاذ إجراءات صارمة ضد المكتنزين والأرباح الذين كانوا يحاولون استغلال الأزمة الحالية، بحلول أواخر مارس / آذار، كانت مناطق كثيرة في باكستان قد فكرت في إطلاق سراح سجناء قيد المحاكمة للحد من تفشي المرض في السجون. ومع ذلك، في 30 مارس، المحكمة العليا امتنعت المحاكم العليا والحكومات الاتحادية والمحلية لتمرير أي أمر بشأن الإفراج عن السجناء قيد المحاكمة.
وفي 30 مارس أيضًا، أعلن وزير الدولة للصحة، الدكتور ظفر ميرزا، أن لجنة التعليم العالي (HEC) كانت تدعو مقترحات من الباحثين والعلماء والفنيين والمصنعين وغيرهم من الخبراء الذين يمكن أن يعاونوا الحكومة في حربها ضد Covid-19، مضيفا أن اللجنة ستوفر تمويلا سخيا للباحثين المحتملين إذا تم قبول أفكارهم. في غضون ذلك، قال اللفتنانت جنرال أفضال أن السند قد وفرت 20000 مجموعة اختبار، والبنجاب 5000، وبلوشستان 4800، وتم وضع ما يصل إلى 37000 مجموعة في الاحتياطي.  أعلنت الوزيرة الفيدرالية للتنسيق بين المحافظات د. فهميدة ميرزا عن إنشاء صندوق لتغطية جميع النفقات الطبية للرياضيين المصابين بـ COVID-19 في ذلك اليوم.

### أبريل 2020
في 1 أبريل، قال المساعد الخاص للمعلومات والإذاعة د. فردوس عاشق عوان أنه سيتم توفير مجموعات واقية للصحفيين الذين يغطون المناطق المعرضة للخطر بما في ذلك مراكز الحجر الصحي. كما أعلنت عن إطلاق تطبيق يسمى COVID-19 Care for Media لمساعدة الصحفيين المتأثرين بالفيروس. علاوة على ذلك، سيتم تسجيل بائعي الصحف في برنامج إحساس النقدي. لتسليمهم جزء من حزمة الإغاثة الاقتصادية التي أعلنت عنها الحكومة الفيدرالية، حيث تأثرت مبيعاتها أيضًا بسبب الفاشية.
في 2 أبريل، أعلن الوزير الاتحادي للتخطيط والتنمية أسد عمر أن البلاد تمدد الحظر لمدة أسبوعين آخرين حتى 14 أبريل للحد من انتشار الوباء في البلاد.  في 14 أبريل، أعلن رئيس الوزراء أن الحظر سيتم تمديده لمدة أسبوعين آخرين حتى 30 أبريل.  في 24 أبريل / نيسان مددت الحكومة الفيدرالية مرة أخرى الإغلاق في البلاد حتى 9 مايو / أيار.

### حزمة الإغاثة الاقتصادية
في 24 مارس، وافق رئيس الوزراء على حزمة الإغاثة الاقتصادية 1.2 تريليون روبية. من هذا المبلغ، تم تخصيص 150 مليار روبية للفئات ذات الدخل المنخفض، وخاصة العمال بينما تم تخصيص 280 مليار روبية (1.76 مليار دولار) لشراء القمح. تم تأجيل مدفوعات فوائد القروض للمصدرين مؤقتًا، في حين تم تقديم حزمة بقيمة 100 مليار روبية (63 مليون دولار) لدعم الصناعات الصغيرة وقطاع الزراعة. كان هناك أيضًا خصم كبير في أسعار النفط ويدفع الزوجان العامان فواتير الكهرباء والغاز أقل من مبلغ معين على أقساط.  ضمن الحزمة الراتب الشهري لبرنامج بينظير لدعم الدخلتم زيادة (BISP) من 2000 روبية إلى 3000 روبية. وقد تقرر توزيع أموال برنامج إحساس الحكومي على الفقراء وفقاً للبيانات المتاحة من BISP ومن خلال السجل الاجتماعي والاقتصادي الوطني (NSER) الجاري في BISP. بلغ العدد الإجمالي للمستفيدين من BISP 5.2 مليون ولكن تم زيادة العدد في إطار الحزمة.  كما تضمنت حزمة الإغاثة حزمة خاصة لمتخصصي الرعاية الصحية. ووفقًا لذلك، إذا توفي طبيب أو مسعف أثناء علاج مرضى الفيروس التاجي، فسيتم اعتبارهم شهداء وستتلقى أسرهم الحزمة المعطاة للشهداء.
استعرض مجلس الوزراء الاتحادي ووافق على حزمة الإغاثة الاقتصادية في 31 مارس. انتهت لجنة التنسيق الاقتصادي (ECC) من الحزمة، بما في ذلك منحة تكميلية بقيمة 100 مليار روبية لصندوق إغاثة الطوارئ لمكافحة الوباء. كما وافقت على حزمة خاصة لإغاثة 12 مليون أسرة فقيرة من خلال المساعدة النقدية في إطار برنامج الإحساس، حيث سيتم تقديم المنح النقدية في إطار برنامج كفالات والمساعدات النقدية الطارئة للفقراء بناء على توصية من إدارة المنطقة. تم تقديم المساعدة المالية لمدة أربعة أشهر كتوزيع لمرة واحدة. ستقدم النقدية إما في واحدة الدفعة Rs12،000 من خلال البنوك الشريكة كفالات، بنك الفلاح وحبيب بنك المحدود بعد التحقق من القياسات الحيوية أو على قسطين بقيمة 6000 روبية لكل منهما.  منذ إطلاقه، تم صرف 22.466 مليار روبية بين 1.77 مليون فرد حتى منتصف أبريل.

### المقاطعات الإقليمية
السند

حملة "تسطيح المنحنى" في السند للتوعية بالتباعد الاجتماعي

في 1 مارس، أعلن رئيس وزراء السند، سيد مراد علي شاه، إغلاق جميع المعاهد التعليمية في السند حتى 13 مارس،  وتم تمديده لاحقًا حتى 30 مايو.  في 12 مارس، حكومة السند أعلنت أيضا أن ما تبقى من مباريات البولندي في الاستاد الوطني، كراتشي ستعقد خلف أبواب مغلقة.  أعلنت حكومة السند في 13 مارس أن جميع المؤسسات التعليمية ستظل مغلقة حتى 30 مايو  وفرضت حظرًا مؤقتًا على قاعات الزواج والأضرحة والمهرجانات في المحافظة في 14 مارس.
- في 20 مارس، ساعد الجيش الباكستاني في إنشاء مستشفى ميداني بسعة 10000 سرير في مركز كاراشي إكسبو لعزل وعلاج المرضى المؤكدين. ولدت الحكومة المحلية نفقات ALl لتأسيسها.[63]
- في 21 مارس، أعلنت حكومة السند عن إغلاق في المحافظة لمدة 14 يومًا من صباح 24 مارس، وأمرت بإغلاق جميع وسائل النقل العام والأسواق والمكاتب ومراكز التسوق والمطاعم والأماكن العامة.[64][65] كما أعلنت حكومة السند عن إجازة مدفوعة الأجر لجميع العمال أثناء الإغلاق، وقالت إنه لن يتم الاستغناء عنهم خلال الفترة بموجب القسم 3 من قانون أمراض وباء السند (2014) وقوانين العمل الأخرى ذات الصلة.[66] حظرت المقاطعة النقل داخل المدينة للحد من تفشي المرض وتم إصدار العديد من المخالفين للغرامات، وضبط وإلغاء.  و جيش وطني ودعا إلى enfore للتأمين.[67]
- في 23 مارس، تم الانتهاء من تجهيز مركز العزل والحجر الصحي في كلية الطب بجناح الدراسات العليا في كراتشي والتي قدمت أيضًا اختبارات مجانية للحالات المشتبه فيها مع نتائج في 8 ساعات من تقديم العينة.[68]

وافق مجلس الكريكيت الباكستاني، بناءً على طلب من حكومة السند، على تحويل مركز حنيف محمد عالي الأداء إلى منطقة معيشة مؤقتة للموظفين المساعدين الطبيين العاملين في المستشفى المؤقت في مركز إكسبو، كراتشي في 24 مارس.  اعتقلت الشرطة المحلية 472 شخصًا في مناطق مختلفة من المقاطعة في ذلك اليوم، منهم 222 في كراتشي وحدها وتم تسجيل ما مجموعه من معلومات الطيران. وتعلقت هذه الحالات باحتجاز أقنعة الأمان وتعقيمها والاستفادة منها، والتجمعات الكبيرة، وفتح المتاجر والمطاعم، والسفر في حافلات الركاب. وقد لُحِظَت انتهاكات متعددة للحظر في عدة أماكن في جميع أنحاء المحافظة مثل التجمعات على الشاطئ، وخروج السكان والأسواق الرئيسية، ومراكز التسوق، بازارات ومطاعم ظلت مفتوحة.  ونتيجة لذلك، عُقد اجتماع لفريق العمل بقيادة رئيس الوزراء في اليوم التالي في 25 مارس لاتخاذ إجراءات أكثر صرامة لضمان التزام جميع السكان بأوامر الحكومة. تقرر أن تظل جميع محلات البقالة والمتاجر باستثناء الصيدليات والمخازن الطبية مغلقة بين الساعة 8 مساءً و 8 صباحًا. تم توجيه المفتش العام للشرطة في السند، جاويد أحمد ماهر، لاتخاذ إجراءات فيما يتعلق بالإغلاق والتأكد من عدم السماح للأشخاص بالتجول بحرية في المدينة دون داعٍ. بالإضافة إلى ذلك، صدرت أوامر إلى السكرتير العام ومفوض كراتشي بضمان إغلاق المصانع الكبيرة أثناء الإغلاق وتوجيه البنوك للحفاظ على عمل الفروع المهمة فقط.
- في 25 مارس، بدأ مسؤولو وزارة الصحة الإقليمية رسم خرائط حالة فيروسات التاجية وفقًا لتوجيهات رئيس الوزراء. كما كلفهم بمشاركة البيانات مع نواب المفوضين حتى يمكن اتخاذ التدابير اللازمة لاحتواء تفشي المرض في مناطقهم. كما تم إصدار أوامر لتحسين ترتيبات أخذ العينات، حيث تم تخصيص 18 مركبة من مستشفى إندوس لجمع العينات من المنازل. أطلع مسؤولو الصحة رئيس الوزراء على آلة جديدة صنعت في معهد ووهان للفيروسات في الصين، والتي يمكن أن تختبر الإفرازات من الأنف بدلاً من اختبار إفراز الحلق كما هو الحال في الإجراء الحالي. في هذا الأمر، وجه CM إلى السكرتير الإقليمي للمقاطعة للتشاور مع الخبراء الطبيين فيما إذا كان شراء الجهاز ممكنًا وإذا رأوا أنه مفيد، فقم بتقديم طلب لـ 100 آلة.[72] وذكر CM أنه سيطلب من الحكومة الفيدرالية طائرة خاصة لنقل الآلات إذا قررت الحكومة شراءها. وفي اليوم نفسه، رتبت الحكومة المحلية أيضًا لإطلاق خدمة الهاتف المحمول في جميع أنحاء المقاطعة لتقديم حصص غذائية للمحتاجين إلى جانب الأجور اليومية للمتضررين من الوباء. تم تخصيص رقم للخدمة ويمكن للمحتاجين إرسال رسائل نصية إليها. علاوة على ذلك، تم إنشاء مستودع لتخزين أكياس حصص الإعاشة وخط مساعدة لمساعدة الأشخاص على التسجيل للحصول على الحقائب. أمرت اللجنة العسكرية أيضا بالإفراج عن 341 مليون روبية لتنفيذ الأعمال الإدارية تحت إدارات المقاطعات والإنفاق على التسهيلات المقدمة للحجاج.[73]  بعد فترة وجيزة، ظهرت تقارير تشير حصص يجري نفى لأقلية من الهندوس والمسيحيين في المناطق الساحلية من كراتشي. ومؤسسة الرعاية Saylaniوقال أثناء تنفيذ أعمال الإغاثة، إن المساعدة مخصصة للمسلمين فقط[74][75]
- في 14 أبريل، أعربت «اللجنة الأمريكية للحرية الدينية الدولية» عن قلقها إزاء التمييز. وبحسب ما ورد تقدمت منظمات أخرى، بما في ذلك مؤسسة Edhi ، و JDC Welfare Organization ، والجماعة الإسلامية، لتقديم المساعدة للأقليات.[76]
- في 27 مارس، مُددت العطلات الرسمية حتى 5 أبريل في المقاطعة بينما بقيت الأسواق ومراكز التسوق مغلقة حتى 10 أبريل. وصرح أجمل وزير مستشار CM بأن الحكومة قررت الحكومة الإعفاء الضريبي لتسهيل مجتمع الأعمال وحماية الوظائف مع تخصيص 17.5 مليار روبية لشراء القمح. كما تمت الموافقة على مبلغ 8 مليارات روبية لمستشفيات المنطقة لتمكينها من الإمدادات العاجلة.[77]  لفرض المزيد من الإغلاق، فرضت حكومة السند قيودًا على الحركة بين الساعة 8 صباحًا و 5 مساءً، بينما أمرت جميع متاجر البقالة بإغلاقها بحلول الساعة الخامسة مساءً. دخلت هذه القيود حيز التنفيذ في 28 مارس.[78]  كما تلقت مقاطعة السند 500.000 قناع N95 من الصين[79]
- وفي 29 مارس / آذار، وافق السند CM على اقتراح بالإفراج عن حوالي 4000 مدان من السجن من أجل منع انتشار تفشي الفيروس التاجي الجديد في سجون المقاطعة.[80]
- في 30 مارس، أعلن رئيس الوزراء، سيد مراد علي شاه، تطبيقًا للجوّال، وهو مبادرة الإغاثة في إقليم السند، والتي يمكن لمنظمات الرفاه الاجتماعي التسجيل فيها للعمل مع حكومة المقاطعة لتوزيع الحصص الغذائية على الرهانات اليومية عند عتبة بابهم.[81]  في نفس اليوم، قام عمدة كراتشي، وسيم أختار، بتخصيص خمس مقابر في المدينة لدفن أولئك الذين ماتوا بسبب الفيروس التاجي. وقال إن عددًا قليلاً من أقارب المتوفى يمكنهم دخول المقبرة للدفن، مضيفًا أن الجثة ستدخل إلى المقبرة بتدابير وقائية ولن يُسمح بالمشاهدة الأخيرة. كما كتب رئيس البلدية إلى الهيئة الوطنية لإدارة الكوارث، وحكومة المقاطعة والحاكم عمران إسماعيل طلب أموال لتوفير المعدات والمراوح الأساسية لمستشفيات كراتشي متروبوليتان كوربوريشن.[82]  أصدرت حكومة السند تعميمًا يوجه المدارس الخاصة في جميع أنحاء المحافظة لدفع رواتب كاملة لمعلميها في الوقت نفسه في نفس اليوم. كما تم الإعلان عن توجيه آخر للمصانع والكيانات الخاصة الأخرى العاملة في المحافظة لصرف رواتب موظفيها بحلول 31 مارس.[83]
- في 2 أبريل، مددت حكومة السند الإغلاق حتى 14 أبريل. وأعلنت أيضًا قيودًا جديدة، وأغلقت الأضرحة والمواقع المقدسة الأخرى أثناء تعليق وسائل النقل العام بين المدن وداخلها. كان هناك أيضًا قيود على حركة الأشخاص من الساعة 5:00 مساءً إلى 08:00 صباحًا باستثناء أفراد القوات المسلحة والأطباء والمهنيين الصحيين والأشخاص الذين يحتاجون إلى رعاية طبية فورية والأشخاص الذين ينقلون البضائع.[84][85]  اشترت الحكومة المحلية 50000 مجموعة اختبار للمقاطعة في أوائل أبريل.[86]

جيلجيت بالتستان
- في 12 مارس، أعلنت حكومة المنطقة حالة الطوارئ الطبية في الإقليم بعد الإبلاغ عن المزيد من الحالات. كما تم إغلاق المعاهد التعليمية حتى 5 أبريل كإجراء وقائي.[61][87] على غرار إسلام آباد، تم فرض القسم 144 أيضًا في 21 مارس.[88]
- قررت حكومة المقاطعة وضع المنطقة بأكملها في حالة إغلاق لفترة غير محددة في 22 مارس وأوقفت خدمات النقل بين المدن. كما تم تكليف القوات شبه العسكرية بضمان الإغلاق.[89]

- في 27 مارس، سلمت الحكومة الصينية المعدات الطبية و 10 أطنان من السلع الأخرى إلى حكومة جيلجيت بالتستان لمساعدتها على محاربة Covid-19. تضمنت المعدات خمسة أجهزة تهوية، و 2000 قناع N95 ، و 200.000 قناع وجه ، و 2000 مجموعة اختبار ومجموعات واقية طبية.[90] في نفس اليوم، قررت الحكومة اختبار جميع المسافرين المشتبه بهم القادمين من حدود تفتانCovid-19 3 [91]

- أعلنت الحكومة المحلية أن جميع المؤسسات التعليمية ستظل مغلقة حتى 5 أبريل كإجراء وقائي.[92]
- في 31 مارس، شارك موظفو منظمة الصحة العالمية في معالجة المناطق للفاشية من خلال تقديم الدعم فيما يتعلق بإدارة البيانات على مستوى المقاطعة.[92]
- بدءًا من 2 أبريل، تم تمديد الإغلاق في المنطقة حتى 14 أبريل وفقًا لتوجيهات الحكومة الفيدرالية.[85] في 8 أبريل، قررت الحكومة المحلية تمديد الإغلاق حتى 21 أبريل.[93]

آزاد كشمير
- في 14 مارس، أعلنت الحكومة المحلية حالة طوارئ صحية بعد اجتماع لمجلس الأمن القومي. كما أعلنت إغلاق المؤسسات التعليمية حتى 6 أبريل / نيسان وتم تأجيل الامتحانات الثانوية. وذكر رئيس وزراء AJK رجا فاروق حيدر أنه تم تركيب آليات الفحص في جميع نقاط الدخول الـ 11 بينما يتم إنشاء مرافق الحجر الصحي في جميع المقاطعات العشر.[94]
- في 21 مارس، تم فرض تعليق على جميع وسائل النقل بين المحافظات لمدة ثلاثة أيام. لم يُسمح لأي مركبات نقل عام بدخول المقاطعة أو مغادرتها. وحذرت من أن المخالفين سيعاقبون بموجب قانون الأمراض الوبائية.[95]

- في 23 مارس، أعلن رئيس وزراء AJK عن إغلاق لمدة 3 أسابيع للمنطقة. قُيدت الحركة وأُصدرت تصاريح خاصة للصحفيين والأشخاص الذين يسافرون في ظروف لا مناص منها بينما سمح لشخص واحد فقط من كل أسرة بالخروج للحصول على المواد الغذائية الأساسية.[96]

- بدأ مختبرا الفيروسات في معهد عباس للعلوم الطبية في مظفر آباد اختبار PCR لـ COVID-19 في 30 مارس.[92] بدءًا من 2 أبريل، مُدد الإغلاق في المنطقة حتى 14 أبريل وفقًا لتوجيهات الحكومة الفيدرالية.[85]

اسلام آباد
- في 21 مارس، فرضت إدارة المدينة القسم 144 على المنطقة لمدة 15 يومًا. صدرت أوامر بإغلاق جميع المطاعم ومراكز التسوق وقد يواجه المخالفون عواقب قانونية.[88] تم إغلاق مجلس الاتحاد المحلي في منطقة بهارا كاهو بعد ظهور 11 حالة مشتبه بها من هناك في 23 مارس / آذار.[97]

- في 25 مارس، أغلقت الحكومة الوطنية أقسام العيادات الخارجية للمستشفيات في منطقة العاصمة لوقف انتشار الفيروس، ظلت خدمات الطوارئ فقط اختيارية. أصدر نائب مفوض العاصمة حمزة شفقت إخطارًا يعلن فيه `` الحظر التام على حركة الأشخاص داخل المدينة وفيما بين المقاطعات والمقاطعات بوسائل النقل العام . ومع ذلك، ستكون خدمة حافلات المترو عاملة ولكن على مسافة مقعد واحد بين الركاب. علاوة على ذلك، تم حظر التجمعات بجميع أنواعها في الأماكن العامة والخاصة، ولم يُسمح لأحد بالخروج من المجالس النقابية الخاصة بكل منها. [98] اعتبارًا من 2 أبريل، تم تمديد الإغلاق في المنطقة حتى 14 أبريل وفقًا لتوجيهات الحكومة الفيدرالية.[85]

بلوشستان
شكلت حكومة بلوشستان لجنة فنية من 14 عضوا في أواخر يناير لمعالجة تفشي المرض.  تم إغلاق جميع المدارس حتى 31 مارس. صرح وزير بلوشستان سردار يار محمد ريند بأنه «سيتم اتخاذ إجراءات ضد المدارس التي لا تلتزم بالقرار». كما تم تأجيل اختبارات Matric.  كما طلبت المحافظة مثل غيرها نشر الجيش.
في 24 مارس، فرضت حكومة بلوشستان إغلاقًا كاملاً في المقاطعة بأكملها حتى 7 أبريل. واشتملت على حظر كامل للخروج العام من منازلهم، وجميع أنواع التجمعات الاجتماعية والدينية أو أي حدث عام أو خاص. أمرت جميع المكاتب العامة والخاصة بإغلاق. وشملت الإعفاءات الخدمات الأساسية مثل العاملين في المستشفيات والمختبرات والمتاجر الطبية ووكالات إنفاذ القانون والأشخاص الذين يحتاجون إلى رعاية طبية عاجلة مع مضيفة واحدة، وخرج شخص واحد لكل أسرة لشراء البقالة والأدوية بالقرب من محل إقامتهم ودفن الناس الذين ماتوا. سمح لشخص واحد فقط بالسفر في سيارة خاصة. سمح للعاملين في وسائل الإعلام المرخص لهم من قبل وسائل الإعلام المعنية وبائعي الصحف بالتحرك بحرية أيضًا. شركات الاتصالات العامة والخاصة، مُنح الموظفين الأساسيين للبنوك ذات التعامل العام المحدود، والصناعات التحويلية ذات الصلة بالدفاع، وصناعات تصنيع المواد الغذائية ومكاتب التوزيع، ومحلات البقالة، ومضخات البنزين وورش السيارات ومنظمات الرعاية التي تقدم الخدمات الإذن للعمل. على غرار جيلجيت بالتستان وإسلاماد، تم تطبيق القسم 144 أيضًا. تم فرض حالة الطوارئ في خمس مناطق متاخمة لإيران في 24 مارس.
وقد تم التعقيم عبر السجن المركزي بكويتا بالكامل في 30 مارس، في حين تم توزيع مضخات الرش والمطهرات على 10 مناطق في المقاطعة.  في 31 مارس، أفرجت حكومة المقاطعة عن 500 مليون روبية لترقية وتأهيل وإنشاء مراكز الحجر الصحي في مناطق كويتا، شامان، تفتان ومناطق أخرى في بلوشستان.
اعتبارًا من 2 أبريل، تم تمديد الإغلاق في المحافظة حتى 14 أبريل وفقًا لتوجيهات الحكومة الفيدرالية.  في 7 أبريل، زادت حكومة المقاطعة فترة الإغلاق بإضافة أسبوع آخر، مما جعلها تستمر حتى 21 أبريل.  وزير المالية الإقليمي ، زاهور بوليدي، في 8 أبريل أنه سيتم تقديم إعفاء ضريبي قدره 1.5 مليار روبية أثناء الإغلاق.

#### خيبر بختونخوا
أغلقت حكومة المقاطعة جميع المعاهد التعليمية حتى 5 أبريل وأجلت جميع التجمعات العامة حتى إشعار آخر كإجراء وقائي.  تم حظر جميع وسائل النقل العام بين المناطق لمدة سبعة أيام في 22 مارس.  أعلنت المقاطعة عن إغلاق جزئي لمدة ثلاثة أيام في 23 مارس / آذار.
في 24 مارس / آذار ، قررت محكمة بيشاور العليا إغلاق جميع المحاكم في المقاطعة حتى 28 مارس / آذار. ولم يُسمح إلا للموظفين الأساسيين بالحضور إلى المحاكم مع عدم وجود أكثر من مسؤول واحد في المكتب.  في 27 مارس ، تم إيفاد فرق الفحص في جميع نقاط الدخول والخروج بالمنطقة لفحص زوار مرضى Covid-19.
أعلن رئيس وزراء الإقليم محمود خان في 26 مارس / آذار أن الحكومة عينت ما لا يقل عن 1300 طبيب جديد على أساس تعاقدي عبر المقاطعة للمساعدة في وقف انتشار فيروسات التاجية. كما وافقت لجنة الخدمة العامة في حزب العمال الكردستاني على توظيف  635 طبيبًا إضافيًا للانضمام إلى القوة الصحية في المقاطعة.
في 29 مارس، وافقت الحكومة على حزمة اقتصادية تحفيزية بقيمة 32 مليار روبية لتوفير الإغاثة للجماهير ومجتمع الأعمال في خضم أزمة الفيروس التاجي.  وزير الإعلام الإقليمي أجمل وزير ، في مؤتمر صحفي أن حزمة الإغاثة تشمل 11.4 مليار روبية يستفيد منها 1.9 مليون أسرة مستحقة ، وسيتم تقديم 3000 روبية في إطار برنامج إحساس و 2000 روبية من قبل حكومة حزب كوسوفو. وأضاف أن مجتمع الأعمال قد تم إعفاؤه أيضًا من الضرائب التي تبلغ قيمتها 5 مليارات روبية ، وقد عززت حكومة المقاطعة من قدرتها على الاختبار باستخدام 500 مجموعة تشخيصية جديدة.
وزِعت المعدات والإمدادات بما في ذلك مكثفات الأكسجين، وأجهزة مراقبة القلب، ومضخات التسريب، وقسطرة الغسيل الكلوي وغيرها من معدات الوقاية الشخصية بين جميع مقاطعات المقاطعة في 30 مارس.
أرسلت هيئة إدارة الكوارث الإقليمية (PDMA) 50000 قناع N95 إلى الإدارات المشاركة في مكافحة فيروسات التاجية في المقاطعة. كما تم إعطاء ما مجموعه 8000 مجموعة وقبعة جراحية للأقسام الصحية، إلى جانب 750 لترًا من المطهرات و 5000 مجموعة اختبار.  كما تم توفير 20.000 طقم اختبار إضافي في أوائل أبريل.
جمعية تجار خيبر بختونخوا (KP) غرفة تجارة سرحد (SCC)، لم تكن نفس الصفحة مع الحكومة، من ناحية كانت تشعر بالقلق على الرغم من الخسائر التجارية بسبب إغلاق الذراع الأخرى للحكومة قطع إمدادات الكهرباء من ناحية أخرى جمعيات غير راغبة في التعاون مع قيود توقيت إغلاق الحكومة خلال رمضان لتعويض خسائرها.

## أثر الجائحة على البلاد
سياسياً
في 15 مارس، في مؤتمر بالفيديو لدول رابطة جنوب آسيا للتعاون الإقليمي بشأن قضية الفيروس التاجي، حث وزير الصحة في الدولة ظفر ميرزا الهند على الرفع الفوري لعملية الإغلاق في الهند المحتلة من كشمير للسماح بتدابير احتواء الفيروس.
في 22 مارس، حث رئيس الوزراء عمران خان رئيس الولايات المتحدة دونالد ترامب على رفع العقوبات مؤقتًا على إيران. وقال على تويتر، «أناشد الرئيس ترامب لأسباب إنسانية لرفع العقوبات المفروضة على إيران حتى انتهاء وباء كورونا».